# 圣鲁夫修道院
圣鲁夫修道院（Abbaye Saint-Ruf d'Avignon）是一座前罗马天主教修道院，位于法国阿维尼翁圣母院大道（avenue du Moulin Notre-Dame）。
该建筑于1889年列为法国历史古迹。
该建筑建于11-12世纪，属于重整奥斯定会（C.R.S.A.），至今保存完好。